# Approximationsalgorithmus
Ein Approximationsalgorithmus (oder auch Näherungsalgorithmus) ist in der Informatik ein Algorithmus, der ein Optimierungsproblem näherungsweise löst.
Viele Optimierungsprobleme lassen sich mit exakten Algorithmen vermutlich nicht effizient lösen. Für solche Probleme kann es sinnvoll sein, wenigstens eine Lösung zu finden, die einer optimalen Lösung möglichst nahekommt.
Als Maß für die Bewertung von Approximationsalgorithmen benutzt man die sogenannte Güte des Algorithmus.

## Klassen von Approximationsalgorithmen
Optimierungsprobleme werden in der Theoretischen Informatik in verschiedene Approximationsklassen unterschieden, je nachdem welcher Grad an Approximation möglich ist:

### APX
Die Abkürzung APX steht für approximable und deutet an, dass das Optimierungsproblem, zumindest bis zu einem gewissen Grad, effizient approximierbar ist.
Ein Problem liegt in der Klasse APX, wenn eine Zahl {\displaystyle r} und ein polynomieller Algorithmus, der bei jeder zulässigen Eingabe {\displaystyle I} eine Lösung mit einer Güte {\displaystyle \leq r} liefert, existieren.

### PTAS/PAS
PTAS oder PAS steht für polynomial time approximation scheme. Anders als bei der Klasse APX wird hier für jedes {\displaystyle \delta \in (0,1)} gefordert, dass ein polynomialer Algorithmus existiert, der bei jeder zulässigen Eingabe eine Lösung mit einer Güte {\displaystyle r\leq 1+\delta } liefert. Der Algorithmus muss also nicht nur für eine bestimmte Güte, sondern für jede Approximationsgüte effizient sein.

### FPTAS
FPTAS steht für fully polynomial time approximation scheme. Hier wird gefordert, dass sich der Algorithmus nicht nur polynomiell zur Eingabe, sondern auch zur Güte der Approximation verhält; Dass er also zu jeder Eingabe {\displaystyle I} und jedem {\displaystyle k\in \mathbb {N} } eine Lösung mit der Güte {\displaystyle r\leq 1+1/k} ausgibt und seine Laufzeit polynomiell in {\displaystyle x} und {\displaystyle k} ist.
Es gilt:
{\displaystyle PO\subseteq FPTAS\subseteq PTAS\subseteq APX\subseteq NPO}
Unter der Annahme {\displaystyle P\neq NP} sind die obigen Inklusionsabbildungen echte Inklusionen. Das heißt, es gibt zum Beispiel mindestens ein Optimierungsproblem, das in der Klasse PTAS liegt, aber nicht in der Klasse FPTAS. Unter dieser Annahme existiert auch mindestens ein Optimierungsproblem, das nicht in APX liegt. Dies lässt sich unter der Annahme {\displaystyle P\subsetneq NP} zum Beispiel für das Cliquenproblem zeigen.
Sei {\displaystyle \Pi } ein Optimierungsproblem, dessen Zielfunktion {\displaystyle v\colon S(I)\to \mathbb {N} } für alle Instanzen {\displaystyle I} ganzzahlig ist.
Falls es ein Polynom {\displaystyle p} mit {\displaystyle opt(I)<p(|I|,maxnr(I))} für jede Instanz {\displaystyle I} gibt, dann folgt aus der Existenz eines FPTAS für {\displaystyle \Pi } die Existenz eines pseudopolynomiellen Algorithmus für {\displaystyle \Pi }.
Hierbei ist {\displaystyle opt(I)} die optimale Lösung für die Instanz {\displaystyle I} und {\displaystyle maxnr(I)} der maximale Wert einer Variable von {\displaystyle I}.
Da stark NP-vollständige Probleme keinen pseudopolynomiellen Algorithmus haben (falls {\displaystyle P\neq NP}), besitzen diese daher kein FPTAS.